# Садовниченко, Дмитрий Гаврилович
Дмитрий Гаврилович Садовниченко (13 (26) октября 1907, Павлоград — 16 февраля 1955, Хмельницкий) — советский политический деятель. Первый секретарь Днепропетровского (подпольного) обкома КП(б) Украины (1942—1943).

## Биография
Родился в рабочей семье. В 1929—1932 служил в военном флоте, где в 1931 вступил в члены ВКП (б). После демобилизации, с 1933 работал секретарём заводского комитета ЛКСМ Украины в Днепропетровской области.
В 1934—1935 — заместитель председателя Павлоградского районного Совета Общества содействия обороне, авиационному и химическому строительству.
В 1935 назначен первым секретарём Павлоградского районного комитета ЛКСМ Украины.
С 1939 года — на партийной работе в Днепропетровской области. Был инструктором, заведующим Организационно-инструкторским отделом Павлоградского районного комитета КП (б) Украины.
В 1940 — второй секретарь Павлоградского районного комитета КП (б) Украины (Днепропетровская область). Затем, некоторое время работал первым секретарём Лиманского районного комитета КП (б) Украины в Измаильской области. На этом посту его застала война.
Когда началась Великая Отечественная война, Садовниченко в августе 1941 был назначен вторым секретарём Днепропетровского подпольного областного комитета КП(б) Украины. Осенью 1942 после ареста первого секретаря Днепропетровского подпольного обкома партии Н. И. Сташкова, он был утверждён на его место. Под руководством Садовниченко была проведена подготовка к вооруженному восстанию в феврале 1943 против немецко-итальянских оккупантов.
После вооруженного восстания был отозван в ЦК Компартии (б) Украины и направлен на партийную работу в Каменец-Подольскую область УССР.
В 1943—1948 — работник аппарата ЦК КП (б) Украины.
В 1950 — декабре 1953 — секретарь Каменец-Подольского областного комитета КП (б)-КП Украины. Затем, до смерти — второй секретарь Каменец-Подольского—Хмельницкого областного комитета КП Украины.
Умер в г. Хмельницком 16 февраля 1955 года.

## Награды
- Орден Красного Знамени;
- Орден Отечественной войны 1 степени;
- медаль «За победу над Германией»;
- медаль «За доблестный труд»;
- Почётный гражданин г. Павлограда.

## Память
- В Павлограде по Озёрной улице, 187 была установлена мемориальная доска Дмитрию Гавриловичу Садовниченко.
- У входа в заводоуправление павлоградского завода «Химмаш» был установлен памятник-бюст Дмитрию Садовниченко.